# 2000 QK252
2000 QK252 est un transneptunien de la famille des cubewanos. Il pourrait mesurer entre 242 km et 329 km de diamètre. Il n'a été observé que sur un bref arc d'observation, par conséquent son orbite est mal connue.